# بنو غطفان
بَنُو غَطَفَانَ قبيلة عربية عدنانية كبيرة، مِن قبائلِ قيسِ عَيْلانَ النجدية. تعد إحدى جماجم العرب الكبرى، المشهورة في الجاهلية وصدر الإسلام. منازلهم ما بين وادي القرى وجبل طَيِّئ ووادي الرمة من بلاد نجد.

## نسبهم
بَنُو غَطَفَانَ من القبائل القيسيَّة المُضَرِيَّة النِّزَارِيَّة المَعَدِّيَّة العَدنانيَّة، وهم ينتسبون إلىٰ:
- غَطَفَانَ بْنِ سَعْدِ بْنِ قَيْسِ عَيْلَانَ بْنِ مُضَرَ بْنِ نِزَارِ بْنِ مَعَدِّ بْنِ عَدْنَانَ مِن بَنِي إسماعيلَ بْنِ إبراهيمَ عليهِما السلامُ.

أمه هي:
- تُكْمَةُ بِنْتُ مُرِّ بْنِ أدِّ بْنِ عَمْرِو بْنِ إِلْيَاسَ بْنِ مُضَرَ بْنِ نِزَارِ بْنِ مَعَدِّ بْنِ عَدْنَانَ[2][3]

## الأقسام
تنقسم قبيلة غطفان (بنو غطفان بن سعد) على قسمين رَئِيسَينِ. وَهُم كالتالي.
أ- بنو عبد الله بن غطفان:
كان يسمون قبل الإسلام بنو عبد العزى فسماهم النبي محمد صلى الله عليه وسلم باسم بني عبد الله. وينقسم بنو عبد الله إلى عشرة أقسام رئيسة:
1. بنو بهثة بن عبد الله بن غطفان.
2. بنو قُطبة بن عبد الله بن غطفان.
3. بنو عديّ بن عبد الله بن غطفان.
4. بنو عُذرة بن عبد الله بن غطفان.
5. بنو كلب بن عبد الله بن غطفان.
6. بنو باعث بن عبد الله بن غطفان.
7. بنو غنم بن عبد الله بن غطفان.
8. بنو عوف بن عبد الله بن غطفان.
9. بنو منبّه بن عبد الله بن غطفان.

ب - بنو ريث بن غطفان: وينقسم بنو ريث إلى أربعة أقسام رئيسة:
1. بنو أشجع بن ريث بن غطفان.
2. بنو عبس بن بغيض بن ريث بن غطفان.
3. بنو أنمار بن بغيض بن ريث بن غطفان
4. بنو ذُبيان بن بغيض بن ريث بن غطفان، وينقسمون إلى ثلاثة أقسام هي:

- بنو فزارة بن ذبيان بن بغيض بن ريث بن غطفان.
- بنو ثعلبة بن سعد بن ذبيان بن بغيض بن ريث بن غطفان.
- بنو مرة بن عوف بن سعد بن ذبيان بن بغيض بن ريث بن غطفان. وبنو مرة بن عوف هؤلاء نسبهم إلى عوف بن لؤي من قريش لكن جدهم عوف تآخى مع ثعلبة بن سعد بن ذبيان وانتسب إلى سعد بن ذبيان.

## التاريخ

### العصر الجاهلي
حاربت بطون غطفان بعضها البعض بعد واقعة داحس والغبراء ما بين عبس وذبيان، فكانت الحروب سجالاً أنهكت كليهما، مما حدا بعبس النزوح والخروج إلى اليمامة، فحالفوا أهلها من بني حنيفة وأقاموا ثلاث سنين فلم يحسنوا جوارهم وضيقوا عليهم فساروا عنهم وقد تفرق كثير منهم وقتل منهم وهلكت دوابهم ووترهم العرب، فراسلتهم بنو ضبة وعرضوا عليهم المقام عندهم ليستعينوا بهم على حرب تميم ففعلوا وجاوروهم. فلما انقضى الأمر بين ضبة وتميم تغيرت ضبة لعبسٍ وأرادوا اقتطاعهم فحاربتهم عبس فظفرت وغنمت من أموال ضبة.
وسارت عبس إلى بني عامر وحالفوا الأحوص بن جعفر بن كلاب فسُرَّ بهم ليقوى بهم على حرب بني تميم لأنه كان بلغه أن لقيط بن زرارة يريد غزو بني عامر والأخذ بثأر أخيه معبد فأقامت عبس عند بني عامر فقصدتهم تميم وكانت وقعة شعب جبلة.م إن ذبيان غزوا بني عامر بن صعصعة وفيهم بنو عبس فاقتتلوا فهزمت عامر.
ثم رحلت عبس عن عامر ونزلت بتيم الرباب فبغت تيم عليهم فاقتتلوا قتالًا شديدًا وتكاثرت عليهم تيم فقتلوا من عبس مقتلة عظيمة.
ورحلت عبس وقد ملوا الحرب وقلت الرجال والأموال وهلكت المواشي فقال لهم قيس: ما ترون قالوا: نرجع إلى إخواننا من ذبيان فالموت معهم خير من البقاء مع غيرهم. فساروا حتى قدموا على الحارث بن عوف بن أبي حارثة المري  وقيل: على هرم بن سنان بن أبي حارثة ليلًا وكان عند حصن ابن حذيفة بن بدر.
فلما عاد ورآهم رحب بهم وقال: من القوم قالوا: إخوانك بنو عبس وذكروا حاجتهم. فقال: نعم وكرامة أعلم حصن ابن حذيفة. فعاد إليه وقال: طرقت في حاجة. قال: أعطيتها قال: بنو عبس وجدت وفودهم في منزلي.
قال حصن: صالحوا قومكم أما أنا فلا أدي ولا أتدي قد قتل آبائي وعمومتي عشرين من عبس فعاد إلى عبس وأخبرهم بقول حصن وأخذهم إليه فلما رآهم قال قيس والربيع ابن زياد: نحن ركبان الموت. قال: بل ركبان السلم إن تكونوا اختللتم إلى قومكم فقد اختل قومكم إليكم. ثم خرج معهم حتى أتوا سنانًا فقال له: قم بأمر عشيرتك وأصلح بينهم فإني سأعينك. ففعل ذلك وتم الصلح بينهم وعادت عبس.
وقيل: إن قيس بن زهير لم يسر مع عبس إلى ذبيان وقال: لا تراني غطفانيةٌ أبدًا وقد قتلت أخاها أو زوجها أو ولدها أو ابن عمها ولكني سأتوب إلى ربي فتنصر وساح في الأرض حتى انتهى إلى عمان فترة ب بها زمانًا فلقيه حوج بن مالك العبدي فعرفه فقتله وقال: لا رحمني الله إن رحمتك. وقيل: إن قيسًا تزوج في النمر بن قاسط لما عادت عبس إلى ذبيان وولد له ولد اسمه فضالة فقدم على النبي ﷺ وعقد له على من معه من قومه وكانوا تسعة وهو عاشرهم.

### في الإسلام
ما صح عنهم على لسان النبي محمد صلي الله عليه وسلم في عصر الإسلام:
- قال رسول الله صلى الله عليه وسلم: [الأنصار، ومزينة، وجهينة ، وأشجع، ومن كان من بني عبد الله، موالي من دون الناس، والله ورسوله مولاهم].
- قال عليه الصلاة والسلام: [ومن كان من بني عبد الله موالي من دون الناس والله ورسوله مولاهم].[7]
- قال رسول الله صلى الله عليه وسلم: [أرأيتم إن كان جهينة وأسلم وغفار خيرا من بني تميم وبني عبد الله بن غطفان وعامر بن صعصعة ومد بها صوته فقالوا يا رسول الله فقد خابوا وخسروا قال فإنهم خير] أخرجه البخاري ومسلم في الصحيح[8]
- قال ابن الكلبي: وفدوا إلى النبي صلى الله عليه وسلم فقال: من أنتم؟ قالوا: نحن بنو عبد العزى. قال: بل أنتم بنو عبد الله. وأمهم أسيلة بنت عكابة بن مصعب بن علي بن بكر بن وائل.

شكلت في العهد الجاهلي والإسلامي كتلة مهمة ضمن القبائل القيسية وشاركت في
الفتوحات الإسلامية كغيرها من القبائل العربية. يقول ابن خلدون: "وأما بنو غطفان بن سعد: فبطن عظيم متسع كثير الشعوب والبطون ومنازلهم بنجد مما يلي وادي القرى وجبلي طيء. ثم افترقوا في الفتوحات الإسلامية واستولت عليها قبائل طيء وليس منهم اليوم عمودة رجالة في قطر من الأقطار إلا ما كان للإزارة ورواحة في جوار هيب ببلاد برقة وبنو غطفان بطون ثلاثة: منهم أشجع بن ريث بن غطفان وعبس بن بغيض بن ريث بن غطفان وذبيان ويضيف ابن خلدون عن أشجع: " وليس لهذا العهد منهم بنجد أحد إلا بقايا حوالي المدينة وبالمغرب الأقصى. منهم حي عظيم الآن يظعنون مع عرب المعقل بجهات سجلماسة ووادي ملوية ولهم عدد وذكر.أما عبس وذبيان فيذكر ابن خلدون: "وليس بنجد لهذا العهد أحد من بني عبس. وفي أحياء زغبة من بني هلال لهذا العهد أحياء ينتسبون إلى عبس فما أدري من عبس هؤلاء أم هو عبس آخر من زغبة نسبوا إليه.. وأما بنو ذبيان بن بغيض: فلهم بطون ثلاثة: مرة وثعلبة وفزارة. فأما فزارة فهم خمسة شعوب: عدي وسعد وشمخ ومازن وظالم. وفي بدر بن عدي كانت رياستهم في الجاهلية وكانوا يرأسون جميع غطفان. ومن قيس وإخوتهم بنو ثعلبة بن عدي ولم يبق بنجد منهم أحد. وقال ابن سعيد: إن أبرق الحنان وأبانا من وادي القرى من معالم بلادهم وأن جيرانهم من طيء مولدها لهذا العهد وأن بأرض برقة منهم إلى طرابلس قبائل رواحة وهيب وفزان. قلت: وبأفريقية والمغرب لهذا العهد أحياء كثيرة اختلطوا مع أهله فمنهم مع المعقل بالمغرب الأقصى أحياء كثيرة لهم عدد وذكر بالمعقل إلى الاستظهار بهم حاجة. ومنهم مع بني سليم بن منصور بأفريقية طائفة أخرى أحلاف لأولاد أبي الليل من شعوب بني سليم يستظهرون بهم في مواقف حروبهم ويولونهم على ما يتولونه للسلطان من أمور باديتهم نيابةً عنهم. ذكر القلقشندي بطون بني فزارة بنو صبيح ببرقة وقال أنهم يتكونون من: أولاد محمد والجماعات والشنفة والشعوب والعقيبات والعلاوي والعواسي والغشاشمة والقيوس واللواحق والمساورة والمطارنة والمواجد والمواسي والنحاحسة.وقد ذكر القلقشندي أن جماعة من فزارة ممن يقيمون ببرقة نزلوا بأطراف البهنسا مما يلي الجيزية محافظة المنيا، كما هاجرت قبائل أخرى من فزارة غربا وهم الجماعات والعواسي والمساورة، حيث استقر الجماعات بودان، بينما استقر المساورة بمصراتة، واستقر العواسي بترهونة.

## قبائل من غطفان
- مطير الغطفانيه.[9][10]
- بني رشيد.[11]